# 趙輔
趙 輔（ちょう ほ、生年不詳 - 1486年）は、明代の軍人。字は良佐。本貫は鳳陽府鳳陽県。

## 生涯
済寧衛指揮使の職を嗣いだ。1450年（景泰元年）2月、趙輔は将才により尚書の王直らの推薦を受けて、署都指揮僉事に抜擢され、左参将となり、懐来を守備した。1456年（景泰7年）8月、後軍都督僉事となった。天順初年、北京に召還され、右府の事務を担当した。
1465年（成化元年）1月、趙輔は中府都督同知として征夷将軍の号を受け、韓雍とともに両広の少数民族の反乱を討った。12月、大藤峡で勝利した。1466年（成化2年）6月、凱旋した。11月、武靖伯に封じられた。ほどなく反乱軍が潯州に侵入したため、趙輔は誇大な報告をした罪で御史や給事中ら言官たちの弾劾を受けた。趙輔はその罪を守将の欧信になすりつけ、成化帝は不問に付した。1467年（成化3年）、趙輔は総兵として建州女直を討ち、都御史の李秉とともに撫順から深入りして、戦功を挙げた。1468年（成化4年）1月、爵位を武靖侯に進めた。
1472年（成化8年）5月、趙輔は平虜将軍の号を受け、総兵官となり、陝西・延綏・寧夏の軍馬を統制し、王越とともにベグ・アルスランのオルドス侵入に対する防御にあたることになった。趙輔が楡林に到着したとき、ベグ・アルスランはすでに明領深くに侵入していた。6月に平涼・鞏昌・臨洮を略奪し、7月に慶陽府の管轄域を縦断していたが、趙輔と王越は楡林にとどまったまま手をこまねいていた。このため言官たちの弾劾を受けた。成化帝は趙輔を召還したものの、京営監督の任と侯位に据え置き、禄200石の減封にとどめた。1476年（成化12年）、趙輔は京営の任務を解かれた。1486年（成化22年）6月、死去した。容国公の位を追贈された。諡は恭粛といった。
子の趙承慶が武靖伯の爵位を嗣いだ。